# Zbigniew Herman
Zbigniew Stanisław Herman (ur. 17 grudnia 1935 w Tłustem, zm. 4 maja 2010) – polski lekarz i farmakolog, w latach 1980–1982 rektor Śląskiej Akademii Medycznej w Katowicach. Odznaczony Krzyżem Oficerskim oraz Krzyżem Komandorskim z Gwiazdą Orderu Odrodzenia Polski. Stypendysta Instytutu Farmakologii Akademii Nauk w Moskwie oraz Laboratorium Farmakologii Biochemicznej Narodowego Instytutu Zdrowia w Bethesdzie.

## Życiorys
Urodził się w 1935 roku jako syn nauczycieli, Leopolda i Marii z Fedorów. W latach 1941–1945 uczęszczał do szkoły podstawowej w Czortkowie, zaś od 1945 do 1948 był uczniem szkoły im. Tadeusza Kościuszki w Bytomiu, w którym to mieście Leopold Herman w latach 1947–1948 pełnił funkcję nauczyciela i funkcjonariusza w szkole przy Powiatowym Urzędzie Bezpieczeństwa Publicznego. W 1952 ukończył tam Liceum Ogólnokształcące im. Jana Smolenia, zaś 2 1951 Szkołę Muzyczną I stopnia oraz Zawodową Średnią Szkołę Muzyczną, w której w 1955 uzyskał dyplom nauczyciela w klasie fortepianu.
W 1952 rozpoczął studia na Wydziale Lekarskim Śląskiej Akademii Medycznej w Zabrzu Rokitnicy. Dyplom ukończenia studiów oraz tytuł lekarza otrzymał 9 marca 1958. Pracę rozpoczął w czasie trzeciego roku studiów w Katedrze Farmakologii ŚAM. Od 1957 był zastępcą asystenta. Po ukończeniu nauki pozostał w Katedrze Farmakologii i awansował kolejno na stanowiska: asystenta (1958), starszego asystenta (1961), adiunkta (1965), docenta (1970), profesora nadzwyczajnego (1978) i profesora zwyczajnego (1986).
W ŚAM pełnił na przestrzeni lat różne funkcje: prodziekana (1975–1977), a następnie dziekana (1977–1980) Wydziału Lekarskiego w Katowicach, rektora (1980–1982), przewodniczącego Senackiej Komisji Nauki (od 1990), członka Senatu Akademii (1983–2002).
Na jego dorobek naukowy składa się 348 prac z zakresu farmakologii, farmakologii klinicznej i farmakoterapii (w tym: 182 artykuły oryginalne opublikowane w czasopismach polskich, 101 w czasopismach zagranicznych, 55 prac poglądowych i 10 tekstów popularnonaukowych), które były cytowane razem 1121 razy. Jedna praca jego autorstwa została sklasyfikowana przez Institute for Scientific Information jako famous paper, czyli słynna publikacja. Do najważniejszych osiągnięć naukowych Hermana należą m.in.: opracowanie oryginalnej metody iniekcji do komór bocznych mózgu u szczurów (1970) i myszy (1973); odkrycie działania tuftsyny na mózgowie (1980); poznanie zupełnie nowych mechanizmów działania leków antypsychotycznych (1970–1980); odkrycie wpływu enkefalin na układ immunologiczny (1990); uzyskanie nowych faktów dotyczących wpływu leków przeciwmiażdżycowych na układ immunologiczny człowieka (1998); opisanie nowych dowodów popierających hipotezę udziału procesów zapalnych w powstawaniu zmian miażdżycowych u człowieka (2000).
Jego żoną była Anna Dyaczyńska-Herman; lekarka, anestezjolog, prof. dr. hab. Śląskiej Akademii Medycznej w Katowicach.
Na emeryturę przeszedł we wrześniu 2006.
Został pochowany na cmentarzu parafii Przemienienia Pańskiego w Żywcu.